# Saurogobio immaculatus
Saurogobio immaculatus är en fiskart som beskrevs av Koller 1927. Saurogobio immaculatus ingår i släktet Saurogobio och familjen karpfiskar. IUCN kategoriserar arten globalt som otillräckligt studerad. Inga underarter finns listade i Catalogue of Life.